# Forever Changes
«Forever Changes» — третій студійний альбом каліфорнійської групи Love. На думку багатьох слухачів і критиків, даний запис — віха в розвитку психоделічного року.

## Список композицій
Всі пісні написані Артуром Лі за винятком вказаних.

### Перша сторона
1. «Alone Again Or» (Браян МакЛін) — 3:16
2. «A House Is Not a Motel» — 3:31
3. «Andmoreagain» (Лі/МакЛін) — 3:18
4. «The Daily Planet» — 3:30
5. «Old Man» (МакЛін) — 3:02
6. «The Red Telephone» — 4:46

### Друга сторона
1. «Maybe the People Would Be the Times or Between Clark and Hilldale» — 3:34
2. «Live and Let Live» — 5:26
3. «The Good Humor Man He Sees Everything Like This» — 3:08
4. «Bummer in the Summer» — 2:24
5. «You Set the Scene» — 6:56